# Paolo Carosone
Paolo Carosone (Roma, 8 gennaio 1941) è un pittore, scultore, incisore, illustratore e artista multimediale italiano.

## Biografia
Paolo Carosone vive a Roma fino al 1960 e, dopo aver conseguito la maturità classica, si trasferisce ad Amsterdam dove studia disegno e scultura alla Kunstnijverheidsonderwijs fino al 1962. Si paga gli studi modellando statue di gesso in una fabbrica di articoli religiosi, in seguito fa la guida al mercato internazionale dei fiori di Aalsmeer dove si appassiona agli studi di botanica.
Dal 1962 al 1966 si trasferisce a Copenaghen dove studia incisione alla Scuola Grafica dell'Accademia Reale di Belle Arti. Durante la sua permanenza all'Accademia incomincia ad interessarsi fortemente anche alle scienze naturali (in particolare all'entomologia) ed alla musica, realizzando i suoi primi ”bassorilievi sonori” : sculture che potevano essere “suonate” dal pubblico attraverso vari sistemi meccanici.
La galleria Gammel Strand allestisce la sua prima mostra personale di rilievo.
Nel 1965 si reca per la prima volta negli Stati Uniti dove il Museum of Modern Art di New York ed il Philadelphia Museum of Art acquistano molte sue opere. L'American Art Gallery di Copenaghen lo rappresenta in esclusiva mondiale.
La Calcografia Nazionale di Roma ( ora Istituto Centrale per la Grafica), allora diretta da Maurizio Calvesi, organizza la sua prima significativa mostra della sua opera grafica
Nel 1966 si stabilisce in Giappone ove resterà fino al 1970. Studia l' ” Ukiyo-e “ l'antica arte giapponese dell'incisione sul legno, alla Tokyo University of the Arts (Tokyo Geijutsu Daigaku). Lo scrittore Kazuo Dan, suo garante durante gli anni del suo soggiorno in Giappone, lo introduce nel circolo letterario legato alla rivista di poesia e letteratura “Politaia” con la quale inizia una collaborazione di scritti e disegni che durerà fino al 1970.
Progetta e realizza l'opera “Winged Organ to play music by brain waves” con il supporto della “Minami Gallery” e di quattro ingegneri informatici: una scultura audio cinetica, tecnologicamente molto complessa, che traduce le onde del cervello umano, il battito del cuore, la respirazione, la temperatura corporea e la pressione del sangue in suono elettronico.
Stringe amicizia con il compositore Tōru Takemitsu, che nel suo libro “Oto to Chinmoku to Hakari aeru hodo ni” (Suono e silenzio a confronto) gli dedica un capitolo. 
Nel 1970 lascia il Giappone ed arriva a Los Angeles sulla nave da carico “Rose” come unico passeggero, insieme alle sue numerose sculture e progetti. Ispirato dall'architettura californiana degli anni trenta, esegue una serie di sculture cinetiche dal nome “Monuments to the Automata”.
Lavora per un periodo di due mesi alla realizzazione del suo film a più schermi intitolato “Do not polish the brass” che evidenzia l'origine e l'ispirazione delle sue immagini. Nell'ambito di un programma dell'Istituto Italiano di Cultura di Belgrado espone alla galleria “Graficki Kolectiv” una serie di incisioni ispirate a vecchie immagini mediche ed al Centro culturale “Dom Omladine” tiene una conferenza dal titolo “L'uomo come parassita dell'universo”. Viene inoltre proiettato il suo film “Do not polish the brass”. La stessa mostra inoltre viene presentata alla “Maison de l'Art” di Beirut.
Nel 1972 ritorna a Los Angeles dove la sua mostra personale alla “Esther-Robles Gallery” ottiene un importante successo. Tiene un ciclo di conferenze al “Graphic Council “ del “Los Angeles County Museum”, al “Pasadena Museum of Art” all'“ Otis Art Institute” e al “San Francisco Museum of Art” dal titolo “Il composto eterogeneo del mio mondo poetico”.
Insegna incisione per due anni all'University of California di Berkeley, dove ha la possibilità di usare i laboratori delle varie facoltà scientifiche e di compiere esperimenti sul fluire delle sabbie e dei cristalli colorati attraverso tubi pieni di gas rari.
Nel 1974, dopo una sua esposizione alla “Galleria Allen” di Vancouver, ritorna a Roma dove inizia una serie di acqueforti che intitola “Engraved Images” giocando sul doppio significato di “Immagini Impresse” nella memoria e sulla carta. Questa serie di lavori è un viaggio nelle stanze della nostalgia.
Torna negli Stati Uniti dove inizia una nuova serie di sculture in resine epossidiche, da lui definite “Herobotics” (termine formato dalla fusione delle parole “Eroe e Robot”). Nel 1980 espone alla “Temple Gallery” di Roma la ricostruzione in chiave visionaria (scala 1-16), dell'obelisco di Piazza del Popolo e della sua sistemazione ad opera di Giuseppe Valadier, opera eseguita introducendo elementi scultorei realizzati al computer. Spinto dal suo sempre maggiore interesse per i sistemi di trascrizione delle lingue di tutto il mondo realizza, rielaborandoli al computer, una serie di “Geroglifici tecnologici” in resina epossidica.
La “Temple University Tyler School of Arts” di Philadelphia (U.S.A.) gli conferisce l'incarico prima come “Visiting Lecturer” ed in seguito come “Assistant Professor” per l'insegnamento della scultura, insegnamento che proseguirà fino al 1988.
Nel 1981 inizia la creazione del suo “Museo di Storia Innaturale” una serie di contenitori con dentro insetti ed altri animali meccanici.
Inaugura alla “Fondazione Lerici” di Stoccolma la sua mostra “Plastica Visionaria” mostra itinerante attraverso le maggiori città europee.
Il suo crescente interesse per gli studi di linguistica si concretizza, attraverso l'amicizia e la collaborazione con lo psicolinguista Francesco Antinucci, nella realizzazione di un sistema universale di trascrizione dei suoni emessi dall'apparato fonatorio dell'uomo.
Il Museo civico di zoologia di Roma mette a disposizione, a lui e ad alcuni suoi studenti, un locale del Dipartimento di Tassidermia. L'accesso ai reperti sarà motivo di profonda ispirazione e nascono così disegni, fotografie, modelli, calchi in gesso di animali e di strutture ossee, che permetteranno di continuare la realizzazione del suo “Museo di storia Innaturale”.
Viene invitato dalla NASA a partecipare al “NASA Fine Art Program” con l'incarico di documentare con le sue opere il lancio della navicella spaziale “Challenger” al “Kennedy Space Center” di Cape Canaveral. 
Nel 1986 si reca di nuovo in Florida per assistere allo sfortunato lancio dello Space Shuttle “Challenger” disegnando particolari della piattaforma di lancio e della navetta spaziale “Challenger”.
Nel 1987 esegue per il “NASA Art Museum” un obelisco alto sei metri commemorativo del “Challenger”. I nomi dei sette astronauti scomparsi nel disastro sono scritti sull'obelisco usando al posto delle lettere dell'alfabeto un codice geroglifico di trascrizione universale dei suoni da lui elaborato in collaborazione con il Direttore dell'Istituto di Scienze Cognitive del CNR di Roma Francesco Antinucci.
In tutti gli anni novanta continua la sperimentazione sulla fototranciatura chimica eseguendo sculture e bassorilievi in acciaio inox, bronzo fosforoso, alluminio ed ottone, eseguendo anche molte fusioni in alluminio di piccoli modelli di monumenti ispirati alla fantascienza.
A Venezia inizia le illustrazioni della Divina Commedia di Dante Alighieri con una serie di acquarelli e di disegni ispirati da alcuni episodi dell'”Inferno”.
Negli anni 2000 lavora ad alcune sculture “mitorobotiche” ; ritratti idealizzati della classicità a cui aggiunge elementi robotici. Si dedica ad una serie di “sculture robotiche” ispirate al mondo marino. I soggetti sono soprattutto granchi, aragoste, limuli, razze e conchiglie ma anche uccelli marini.
Comincia a dipingere una serie di tavole zoologiche e botaniche visionarie, originate da una fusione del mondo vegetale ed animale portando avanti così il progetto iniziato negli anni ottanta del “Museo di Storia Innaturale”. Molte di queste immagini sono poi realizzate in modelli scultorei sia manualmente che attraverso il processo di prototipazione rapida usato nell'industria.

## Musei e collezioni pubbliche
- The Museum of Modern Art. New York. U.S.A.
- National Gallery of Art. Washington D.C. U.S.A
- The Philadelphia Museum of Art. Philadelphia. U.S.A.
- University Art Museum. Berkeley. U.S.A.
- National Medical Museum. Bethesda. U.S.A.
- The NASA Art Museum. John F. Kennedy Space Center.Cape Canaveral. Florida. U.S.A.
- Yale University Art Gallery. New Haven, Connecticut. U.S.A.
- Galleria Nazionale d'Arte Moderna. Roma. Italia.
- Istituto Nazionale per la Grafica. Roma. Italia.
- Pinacoteca Nazionale di Bologna. Italia.
- Statens Museum for Kunst. Copenhaghen. Danimarca.
- Musik Konservatorium. Copenhaghen. Danimarca.
- Royal Academy of Fine Arts. Charlottenborg. Copenhaghen. Danimarca.
- Hellerup Kunstforening. Hellerup. Danimarca.
- Haderslev Kunst Museum. Haderslev. Danimarca.

## Mostre personali
- Galleria "Il Calderone", Roma, Italia, 1955
- Galleria "L'88", Roma, Italia, 1956
- Galerie "Gammel Strand", Copenaghen, Danimarca, 1962
- "Lorensberg Konstsalon", Göteborg, Svezia, 1963
- " Det Ny Teater", Copenaghen, Danimarca, 1963
- "American Art Gallery", Copenaghen, Danimarca, 1964
- Galerij "20", Arnhem, Paesi Bassi, 1964
- "Lorensberg Konstsalon ", Göteborg, Svezia, 1964
- Galerie "La Gravure", Malmö, Svezia, 1964
- "Court Gallery", Copenaghen, Danimarca, 1965
- Calcografia Nazionale, Roma, Italia, 1966
- Galerie "Leger", Malmö, Svezia, 1966
- Galleria "Il Fondaco", Messina, Italia, 1966
- Galerie "Leger", Göteborg, Svezia, 1967
- Galerie "Ugglan", Linköping, Svezia, 1967
- "The Print Club", Philadelphia, U.S.A.,1967
- Galerie "Leger", Malmö, Svezia, 1968
- Galerie "Leger", Göteborg, Svezia, 1968
- "Galerie Moderne", Silkeborg, Danimarca, 1969
- "Minami Gallery", Tokyo, Giappone, 1969
- Galerija "Graficki Kolektiv", Belgrado, Jugoslavia, 1971
- Galleria "Dar El Fan", Beirut, Libano, 1971
- "Esther Robles Gallery", Los Angeles, U.S.A.,1972
- "Allen Gallery", Vancouver, Canada, 1974
- Galerie "Leger", Malmö, Svezia, 1974
- Galleri "Uno", Göteborg", Svezia, 1974
- Galleri "Futura", Stoccolma, Svezia, 1974
- Galerie "La Gravure". Malmö. Svezia, 1975
- Galleri "Pierre", Stoccolma, Svezia, 1976
- Galleria "Bon à Tiré", Milano, 1977
- "Fondazione Lerici[5]", Stoccolma, Svezia, 1981
- "Hamburg-Haus", Eimsbüttel, Amburgo, Germania, 1982
- "Haerder City Center", Wolfsburg, Germania, 1983
- "Temple Gallery", Roma, Italia, 1984
- "Iannetti Art Galleries", San Francisco, U.S.A.,1992